# Jürgen Vogl

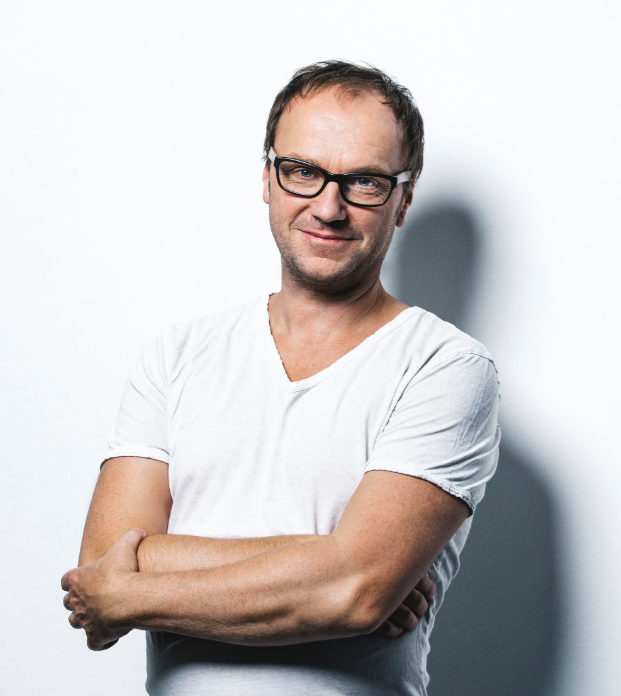
Jürgen Vogl 2018

Jürgen Vogl (* 16. April 1970 in Wien) ist ein österreichischer Kabarettist.

## Leben und Werdegang
Im Jahre 1996 schloss Vogl die Technische Universität Wien mit Diplom ab. Im selben Jahr erschien sein erstes Kabarettprogramm Letzter Auftritt mit dem er auch einige Kabarettpreise gewinnen konnte. In den nächsten Jahren erschienen weitere Programme wie Bruttoemotionalprodukt, das auch als DVD in der Reihe „Best of Kabarett“ erschienen ist. Vogl tourte durch Österreich und Deutschland. Die Premieren einiger Programme wurden im Kabarett Niedermair abgehalten. Jürgen Vogl wurde etliche Male in die Sendung Quatsch Comedy Club in Hamburg, Berlin, Düsseldorf, Zürich und zum Kölner Comedy Festival eingeladen. Seit 2012 werden auf ORF III in der Sendung Hyundai Kabarett-Tage seine Programme ausgestrahlt. Ab 2014 kamen Duo Programme u. a. mit Gerhard Walter, Bernhard Baumgartner und 2016 das Programm So oder So mit Christoph Fälbl zustande. Seit Juni 2016 wird die Sendereihe Kabarett im Turm auf ORF III ausgestrahlt, wo Vogl einige Folgen in Staffel eins und Staffel vier gestaltet.
Jürgen Vogl ist verheiratet, hat zwei Kinder und lebt mit seiner Familie in der Marktgemeinde Maria Anzbach.

## Kabarett
- 1996: Letzter Auftritt
- 2003: Bruttoemotionalprodukt
- 2005: Wie viel Hologramm hat ein Kilo?
- 2008: Das Gehirn – Aufzucht und Pflege Best of Programm
- 2010: Gebt den Kühen ihre Milch zurück
- 2012: Warum habe ich alles und nicht mehr?
- 2014: Financing Stars mit Bernhard Baumgartner
- 2015: Heil!therapie mit Gerhard Walter
- 2016: So oder so mit Christoph Fälbl

## Auszeichnungen
- 1997: Gmundner Kleinkunstschwan
- 1997: Kabarettpreis der OÖ Umweltakademie
- 1998: 1. Bielefelder Kabarettpreis[9]
- 2009: Steyrer Kleinkunstpreis
- 2018: Nominierung Hamburger Comedy Pokal[10]